# La Nativité de saint Jean-Baptiste
La Nativité de saint Jean-Baptiste est un tableau (181 × 266 cm) du Tintoret conservé au musée de l'Ermitage. Œuvre de jeunesse, elle a été composée en 1550.
Il existe une œuvre homonyme du Tintoret en l'église Saint-Zacharie de Venise.

## Thème
Le sujet du tableau est la Nativité de saint Jean-Baptiste, telle qu'elle est narrée dans l'Évangile de Luc. Le prêtre Zacharie reçoit avec incrédulité l'annonce de sa paternité à cause de l'âge mûr des parents.

## Description
Le tableau montre Élisabeth en couches au fond à droite et devant au premier plan à gauche les femmes s'affairant autour du saint précurseur nouveau-né, dont une nourrice donnant le sein. Zacharie à droite met la main sur la poitrine dans un geste de surprise et d'acceptation. Les personnages sont vêtus à la manière vénitienne avec des étoffes aux couleurs brillantes.